# Stara Krasnianka
Stara Krasnianka (ukr. Стара Краснянка) – osiedle na Ukrainie, w obwodzie ługańskim, w rejonie siewierodonieckim. W 2001 liczyło 882 mieszkańców.